# ATC D03 – Sebek és fekélyek kezelésére használt készítmények
Az ATC D03 – Sebek és fekélyek kezelésére használt készítmények a gyógyszerek anatómiai, gyógyászati és kémiai osztályozási rendszerének (ATC) egyik alcsoportja.
| ATC D   | Bőrgyógyászati készítmények                                              |
| ------- | ------------------------------------------------------------------------ |
| ATC D01 | Gombás fertőzések elleni bőrgyógyászati szerek                           |
| ATC D02 | Bőrlágyító- és védőanyagok                                               |
| ATC D03 | Sebek és fekélyek kezelésére használt készítmények                       |
| ATC D04 | Viszketés elleni szerek, beleértve: antihisztaminok, érzéstelenítők stb. |
| ATC D05 | Pszoriázis elleni szerek                                                 |
| ATC D06 | Antibiotikumok és kemoterapeutikumok bőrgyógyászati használatra          |
| ATC D07 | Kortikoszteroidok, bőrgyógyászati készítmények                           |
| ATC D08 | Antiszeptikumok és fertőtlenítők                                         |
| ATC D09 | Gyógyászati kötszerek                                                    |
| ATC D10 | Acne elleni készítmények                                                 |
| ATC D11 | Egyéb bőrgyógyászati készítmények                                        |

## D03A  – Hámosítók

### D03AX  – Egyéb hámosítók
D03AX01 Cadexomer iodine
D03AX02 Dextranomer
D03AX03 Dexpantenol
D03AX04 Calcium pantothenate
D03AX05 Hyaluronic acid
D03AX06 Becaplermin
D03AX09 Crilanomer
D03AX10 Enoxolone
D03AX11 Tetrachlorodecaoxide

## D03B –  Enzimek

### D03BA  – Proteolitikus enzimek
D03BA01 Trypsin
D03BA02 Clostridiopeptidase
D03BA52 Clostridiopeptidase, combinations